# A World Requiem
A World Requiem is een compositie van de Brit John Foulds. Het is een requiem geschreven voor de slachtoffers op het slagveld en thuis van de Eerste Wereldoorlog.

## Geschiedenis
In augustus 1914 meldde Foulds zich aan bij het leger. Hij werd echter afgewezen op grond van het feit dat hij beter kon dienen om thuis de bevolking te vermaken met muziekuitvoeringen. Foulds reisde stad en land af. Hij gaf concerten vanuit de YMCA-organisatie van destijds, een verbintenis die nog jaren zou duren. Het idee voor de compositie kwam ook al in 1914, maar eerst in 1918 wist hij zich uit eigen beweging er definitief toe te zetten, aldus een opmerking in het programmaboekje van de première. In drie maanden stond de muziek van deel 1 op papier, maar daarna moest de componist het weer loslaten. Eind 1919 ging hij verder met dit werk en de muziek is voltooid begin 1920. De teksten waren toen nog niet ingepast en klaar; dat werk begon in 1919 en was klaar in 1921. Toen begon ook het getouwtrek om de uitvoering. Hij stuurde het in naar de British Music Society en men was lovend. De jury bestond uit niet de minsten: Arnold Bax, Arthur Bliss, Edward J. Dent, Eugene Goossens, Hamilton Harty, Adrian Boult en Arthur Eaglefield Hull. De voorzitter stuurde het werk daarop door naar de koordirigent Charles Kennedy Scott van het London Philharmonic, die ook enthousiast was. Overigens zei Boult later dat het werk saai was.
Uitvoeringen leverden opnieuw problemen. Kathedralen wilden het werk niet laten uitvoeren vanwege het niet liturgisch karakter. Een deel werd gespeeld onder leiding van collega-componist Donald Tovey, maar een definitieve uitvoering liet op zich wachten. Toen het werk werd omarmd door het Royal British Legion (opgericht 1921) kwam de uitvoering dichterbij. Zij vonden het eerst niet passen, aangezien Foulds zelf niet had meegevochten. Later bepaalden zij uiteindelijk een uitvoering op 11 november 1923, Armistice Day, de Britse versie van Wapenstilstanddag.

## Muziek
Het werk is geschreven met een enorme orkestratie. Indien alle stemmen worden benut, staan er circa 1200 man/vrouw op het podium. Foulds heeft later aangegeven, dat het ook wel in kleinere bezetting kon, wellicht onder commerciële druk. Er is bijvoorbeeld een versie, waarin alle orkestpartijen zijn teruggebracht naar die van de orgel alleen.

### Delen
Het requiem bestaat uit twee delen uiteen en elk deel is onderverdeeld in tien secties. Binnen één deel wordt geen pauze gehouden.
Deel 1:
1. Requiem
2. Pronuntiatio
3. Confessio
4. Jubilatio
5. Audite
6. Pax
7. Consolatio
8. Refutatio
9. Lux Veritatis
10. Requiem

Deel 2
1. Laudamus
2. Elysium
3. In Pace – Hymn of the Redeemed
4. Angeli
5. Vox Dei
6. Adventus
7. Vigilate
8. Promissio et invocatio
9. Benedictus
10. Consummatus

### Tekst en muziek
De tekst is niet liturgisch, men vond het dan ook geen echt requiem. Er worden wel teksten uit de Bijbel gezongen, maar dan in combinatie met teksten uit The Pilgrim's Progress van John Bunyan en een gedicht van de Hindoe Kabir. De tekstzetting is van Maud MacCarthy, vrouw van de componist, die zelf nog enige teksten toevoegde. Alhoewel niet liturgisch, behandelt het toch van begin tot eind de requiemzaken. De teksten komen heden ten dage wat vreemd over, aangezien dit werk geschreven is in de tijd dat men de stelling had: Nooit meer oorlog. Deze visie had de componist waarschijnlijk ook.
De opening is eigenlijk het enige instrumentale deel van het werk. Het is een klaagzang begeleid door buisklokken. Er wordt direct gebruikgemaakt van een niet tonale toonladder, hetgeen de muziek zeer open maakt. Foulds gebruikte deze toen vrij onbekende techniek in de klassieke muziek vaker. In sectie 3 van deel I wordt een akkoord gemoduleerd door het gebruik van microtonen. Het Elysium begint met een celestabegeleiding, dat een engelachtig geluid geeft. De begintonen komen aan het eind terug.

### Opstelling
Niet alle musici staan op het podium. Diverse onderdelen van koren staan verspreid over en buiten de zaal, zo ook een aantal ensembles. Bij de oproep van God de vrede te bewaren aan de landen van de vier windstreken, wordt de desbetreffende groepen zangers musici ingeschakeld.

### Orkestratie
De orkestratie is enorm; de gegevens zijn van Novello, de uitgeverij:
- sopraan, alt, tenor, bariton, 4 violen;
- jongenskoor van 8 leden, jeugdkoor van 8 leden en minstens 100 sopranen, 100 alten, 80 tenoren en 80 baritons;
- 3 dwarsfluit waaronder twee piccolo's, 2 hobo's, althobo, 2 klarinetten, 1 basklarinet, 2 fagotten en 1 contrafagot;
- 4 hoorns; 3 trompetten; 3 trombones, 1 bastrombone, 1 Tuba;
- pauken, 3 percussionisten, celesta, 2 harp, orgel;
- 7 eerste violen, 7 tweede violen, 7 altviolen, 6 celli, 4 contrabassen;
- niet op het podium: 9 trompetten, 3 trombones en 7 percussionisten.

## Première
Foulds schreef dit werk met een uitvoering in een kathedraal voor ogen. Echter die wilden daar niet aan beginnen, waarschijnlijk (van Westminster Abbey is dat zeker) vanwege het feit dat aardse en religieuze zaken vermengd werden. De première vond daarom plaats in de Royal Albert Hall op 11 november 1923. Solisten waren destijds Ida Cooper, Olga Haley, William Heseltine en Herbert Heyner. Koren uit Londen en omgeving droegen zangers af. Foulds leidde zelf, zijn vrouw organiseerde de koren. Het werk werd nogmaals uitgevoerd op de elfde november van 1924, 1925 en gedeeltelijk 1926. Daarna verdween het van de lessenaar. Foulds was een eigengereid man met afwijkende meningen; hij vertrok al snel naar Parijs en later naar India. Het Requiem werd daarbij ook overschaduwd door de populariteit van zijn lichtere werken zoals Keltic Lament.

## Opname
In het kader van de revival van de muziek van John Foulds, beginnende in de jaren 80 kwam het werk weer bovendrijven. Er werd een concert gepland, opnieuw in de Royal Albert Hall voor een avondconcert voor BBC Radio 3.
De Chandos-opname is van dat concert van 11 november 2007, 84 jaar na de première.
- Uitgave Chandos: Jeanne-Michéle Charbonnet (sopraan); Catherine Wyn-Rogers (mezzo-sopraan); Stuart Skelton (tenor), Gerald Finley (bariton); Trinity Jongenskoor, Crouch End Festival koor, Philharmonia Chorus, BBC Symphony Chorus, BBC Symphony Orchestra o.l.v. Leon Botstein

## Meningen
De meningen over het werk zijn verdeeld. Over het algemeen is men het er over eens dat de compositie, uitvoering en opname een bijdrage hebben geleverd aan de Britse geschiedenis van klassieke muziek. Aan de andere kant vindt men het werk soms te bombastisch en saai en vindt men het niet vreemd dat het werk in de vergetelheid is geraakt.

## Vergelijkbare werken
Qua bezetting kan het werk vergeleken worden met:
- Gustav Mahler – Symfonie nr. 8
- Havergal Brian – Gotische symfonie
- Arnold Schönberg – Gurreliederen

Qua requiem vergelijkt men het met:
- Benjamin Britten – War Requiem (Tweede Wereldoorlog)
- Herbert Howells – Requiem